# إدوارد فابر
إدوارد فابر هو منافس ألعاب قوى كندي، ولد في 21 أغسطس 1885 في مونتريال في كندا، وتوفي بنفس المكان في 1 يوليو 1939.

## وصلات خارجية
- إدوارد فابر على موقع اللجنة الأولمبية الدولية (الإنجليزية)
- إدوارد فابر على موقع أوليمبيديا (الإنجليزية)
- إدوارد فابر على موقع قاعة كندا للمشاهير الرياضية (الإنجليزية)
- إدوارد فابر على موقع قاعة كيبيك للمشاهير الرياضية (الفرنسية)